# Gubernatorzy generalni Fidżi
Gubernator generalny Fidżi – funkcja istniejąca w systemie politycznym Fidżi od uzyskania przez to państwo niepodległości w 1970 do wprowadzenia w nim systemu republikańskiego w 1987. Gubernatorzy generalni reprezentowali monarchę brytyjskiego, będącego formalną głową państwa, i wykonywali w jego imieniu wszystkie jego uprawnienia (choć w praktyce wyłącznie na wniosek rządu).

## Lista gubernatorów generalnych
| lp. | osoba                | od   | do   |
| --- | -------------------- | ---- | ---- |
| 1   | Robert Sidney Foster | 1970 | 1973 |
| 2   | George Cakobau       | 1973 | 1983 |
| 3   | Penaia Ganilau       | 1983 | 1987 |